# Lostorf
Lostorf ist eine politische Gemeinde im Bezirk Gösgen des Kantons Solothurn in der Schweiz.

## Geographie

Luftbild (1953)

Lostorf liegt auf 451 m ü. M., 5 km nordöstlich der Stadt Olten (Luftlinie). Das ehemalige Bachzeilendorf erstreckt sich beidseits des Lostorfer Bachs in einer Talmulde am Jurasüdfuss, am nördlichen Rand der breiten Aareniederung im Solothurner Niederamt.
Die Fläche des 13,3 km² grossen Gemeindegebiets umfasst einen Abschnitt des Jurasüdhangs und weist eine grosse landschaftliche Vielfalt auf. Der südliche Gemeindeteil zeigt nur geringe Reliefunterschiede. Er umfasst einen kleinen Anteil der Aareniederung sowie die daran anschliessende Vorbergzone des Juras mit den Hügeln Balmis (483 m ü. M.), Eihübel (524 m ü. M.) und Buerfeld (bis 470 m ü. M.) mit sanft gegen Süden geneigten Hängen. Diese sind untergliedert durch die Talmulden des Lostorfer Baches und des Eibachs, welche hier in die Aareebene hinaustreten.
Über dieser Jurafusszone erhebt sich die Kette von Dottenberg (auf dem mit 938 m ü. M. der höchste Punkt von Lostorf liegt) und Rebenflue (688 m ü. M.). Zwischen diesen beiden Höhen befindet sich der Durchbruch des Lostorfer Dorfbachs. Der nördliche Gemeindeteil liegt im Quellgebiet des Dorfbachs in einem geologisch kompliziert aufgebauten und in einzelne Schuppen zerlegten Abschnitt des Faltenjuras. Durch einen Bergrutsch im Gebiet Falkenstein, der vor rund einer Million Jahren stattfand, erfuhr das Relief weitere Umgestaltungen. Die nördliche Gemeindegrenze verläuft auf dem Jurahauptkamm, der Wasserscheide zwischen den Einzugsgebieten von Aare und Ergolz, und reicht von der Burgflue (935 m ü. M.) bis zur Höhe des Ban (910 m ü. M.). Im äussersten Westen erstreckt sich der Gemeindeboden bis fast zum Ausflugsrestaurant Froburg. Von der Gemeindefläche entfielen 1997 10 % auf Siedlungen, 50 % auf Wald und Gehölze und 40 % auf Landwirtschaft.
Zu Lostorf gehören die Siedlung Mahren (476 m ü. M.) im Tälchen des Eibachs am Südfuss des Dottenbergs, das Bad Lostorf (524 m ü. M.) im Talkessel des Lostorfer Bachs hinter der Engstelle zwischen Dottenberg und Rebenflue sowie zahlreiche Einzelhöfe. Nachbargemeinden von Lostorf sind Stüsslingen, Niedergösgen, Obergösgen, Winznau, Trimbach und Wisen im Kanton Solothurn sowie Zeglingen im Kanton Basel-Landschaft.

## Bevölkerung
Mit 4088 Einwohnern (Stand 31. Dezember 2023) gehört Lostorf zu den mittelgrossen Gemeinden des Kantons Solothurn. Von den Bewohnern sind 94,6 % deutschsprachig, 1,2 % italienischsprachig und 0,6 % sprechen Serbokroatisch (Stand 2000). Die Bevölkerungszahl von Lostorf belief sich 1850 auf 1096 Einwohner, 1900 auf 1247 Einwohner. Im Verlauf des 20. Jahrhunderts stieg die Bevölkerungszahl bis 1960 langsam aber kontinuierlich auf 1554 Personen an. Seither wurde eine deutliche Bevölkerungszunahme verbunden mit einer Verdoppelung der Einwohnerzahl innerhalb von 40 Jahren verzeichnet.

## Politik
Der Gemeinderat für die Amtsperiode 2021–2024 setzt sich aus Ratsmitgliedern folgender Parteien zusammen: CVP und SP je zwei Sitze, die FDP, die SVP und die Freie Liste je einen Sitz.
Partnergemeinde von Lostorf ist seit 1998 die deutsche Gemeinde Rielasingen-Worblingen.

## Wirtschaft
Lostorf war bis in die zweite Hälfte des 20. Jahrhunderts ein vorwiegend durch die Landwirtschaft geprägtes Dorf. Früher waren bei Lostorf eine Nagelschmiede und eine Gipsmühle in Betrieb. Die Wasserkraft des Dorfbachs wurde für den Betrieb weiterer Mühlen genutzt. Lostorf verfügt über mehrere Mineral- und Thermalquellen. Seit 1930 wird Mineralwasser in der Mineralquelle Lostorf abgefüllt und in der ganzen Schweiz vertrieben.
Noch heute haben der Ackerbau, der Obstbau sowie die Viehzucht und die Milchwirtschaft einen gewissen Stellenwert in der Erwerbsstruktur der Bevölkerung. Weitere Arbeitsplätze sind im lokalen Kleingewerbe und im Dienstleistungssektor vorhanden. Seit den 1970er Jahren entstand am südlichen Dorfrand eine Industrie- und Gewerbezone. Hier haben sich Unternehmen der High-Tech-Branche, der Metallverarbeitung und des Apparatebaus niedergelassen. Weitere Betriebe konzentrieren sich auf die Elektrobranche, die Holzverarbeitung und das Baugewerbe. In den letzten Jahrzehnten hat sich das Dorf dank seiner attraktiven Lage zu einer Wohngemeinde entwickelt. Viele Erwerbstätige sind deshalb Wegpendler, die hauptsächlich in den Regionen Olten und Aarau arbeiten.
Die Lostorfer Mineralquelle, eine Gips- und Schwefelquelle, wurde lange als Thermalbad genutzt. Nach einem Brand 1966 wurde das Thermalbad wieder aufgebaut und als Kongress- und Seminarzentrum genutzt. Das Hotel und das Thermalbad sind seit 2002 geschlossen.
Ferner befindet sich ein Teil des Golfplatzes Heidental auf dem Gemeindegebiet von Lostorf.

## Verkehr

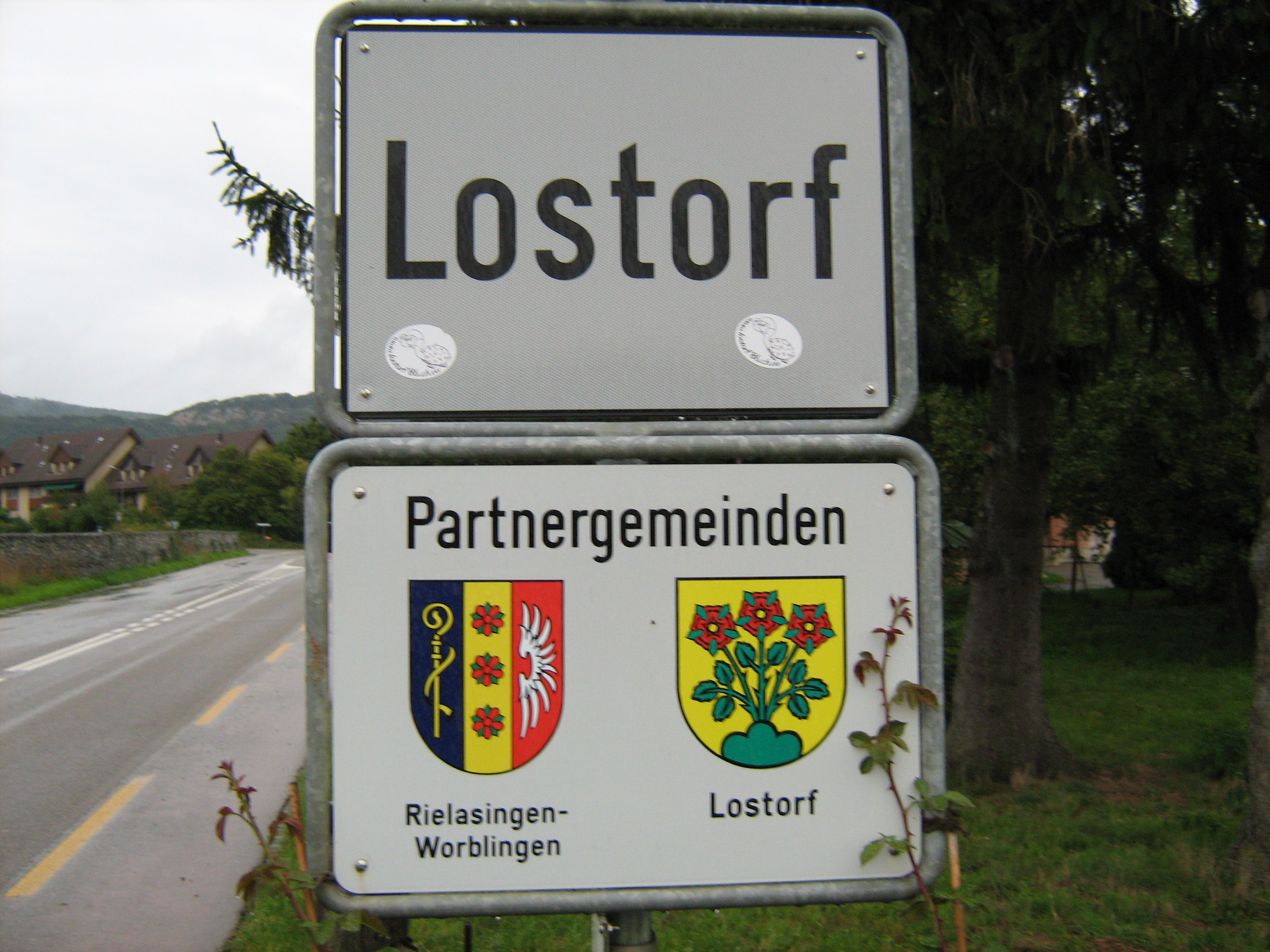
Ortsschild von Lostorf

Die Gemeinde ist verkehrstechnisch recht gut erschlossen, obwohl sie abseits der grösseren Durchgangsstrassen liegt.

### Nahverkehr
Die Hauptzufahrt erfolgt von Obergösgen. Durch die Buslinie des BOGG (Busbetrieb Olten Gösgen Gäu), welche die Strecke von Olten nach Stüsslingen sowie von Lostorf nach Schönenwerd bedient, ist Lostorf an das Netz des öffentlichen Verkehrs angebunden. 
Rohr bei Olten wird nur morgens, abends und während den Schulstunden bedient. Stüsslingen wird im halbstündigen Takt bedient. Der Abschnitt Lostorf–Olten der Linie 507 hat einen viertelstündigen Takt.
- 519 Lostorf Mineralquelle – Stüsslingen – Erlinsbach  –  Niedergösgen – Schönenwerd Bahnhof
- 507 (-Rohr b. Olten) – Stüsslingen Jura – Lostorf Dorfplatz – Obergösgen Dorf – Winznau Dorf – Trimbach – Olten Bahnhof – Wangen bei Olten – Kappel SO – Gunzgen – Härkingen – Egerkingen Bahnhof

Lostorf ist angebunden an das Nachtnetz N57 in den Nächten Fr/Sa und Sa/So erreicht man so die Bahnhöfe Schönenwerd und Olten
- N57 Schönenwerd Bahnhof – Niedergösgen – Obergösgen – Lostorf – Winznau – Olten

## Geschichte
Das Gemeindegebiet von Lostorf war bereits zur Römerzeit besiedelt; es wurden Spuren eines römischen Gutshofes und einer römischen Warte oberhalb von Bad Lostorf gefunden. Die erste urkundliche Erwähnung des Ortes erfolgte 1145 unter dem Namen Loztorf; später erschien die Bezeichnung Losdorf (1265). Der Ortsname geht auf den althochdeutschen Personennamen Hlodo oder Lotto zurück und bedeutet somit Dorf des Hlodo/Lotto.
Seit dem Mittelalter gehörte Lostorf zur kleinen Herrschaft Wartenfels im Buchsgau. Der Ort gehörte zum Gut der Adelsfamilie von Wartenfels, welche unter der Oberhoheit der Habsburger stand. Im Jahr 1465 gelangte Lostorf zusammen mit Wartenfels durch Kauf an die Stadt Solothurn und wurde in der Folge der Vogtei Gösgen zugeordnet. Als Vogteisitz diente das Schloss Wartenfels oberhalb des Dorfes. Nach dem Zusammenbruch des Ancien Régime (1798) gehörte Lostorf während der Helvetik zum Verwaltungsbezirk Solothurn und seit der Mediation ab 1803 zum solothurnischen Bezirk Gösgen.

## Sehenswürdigkeiten

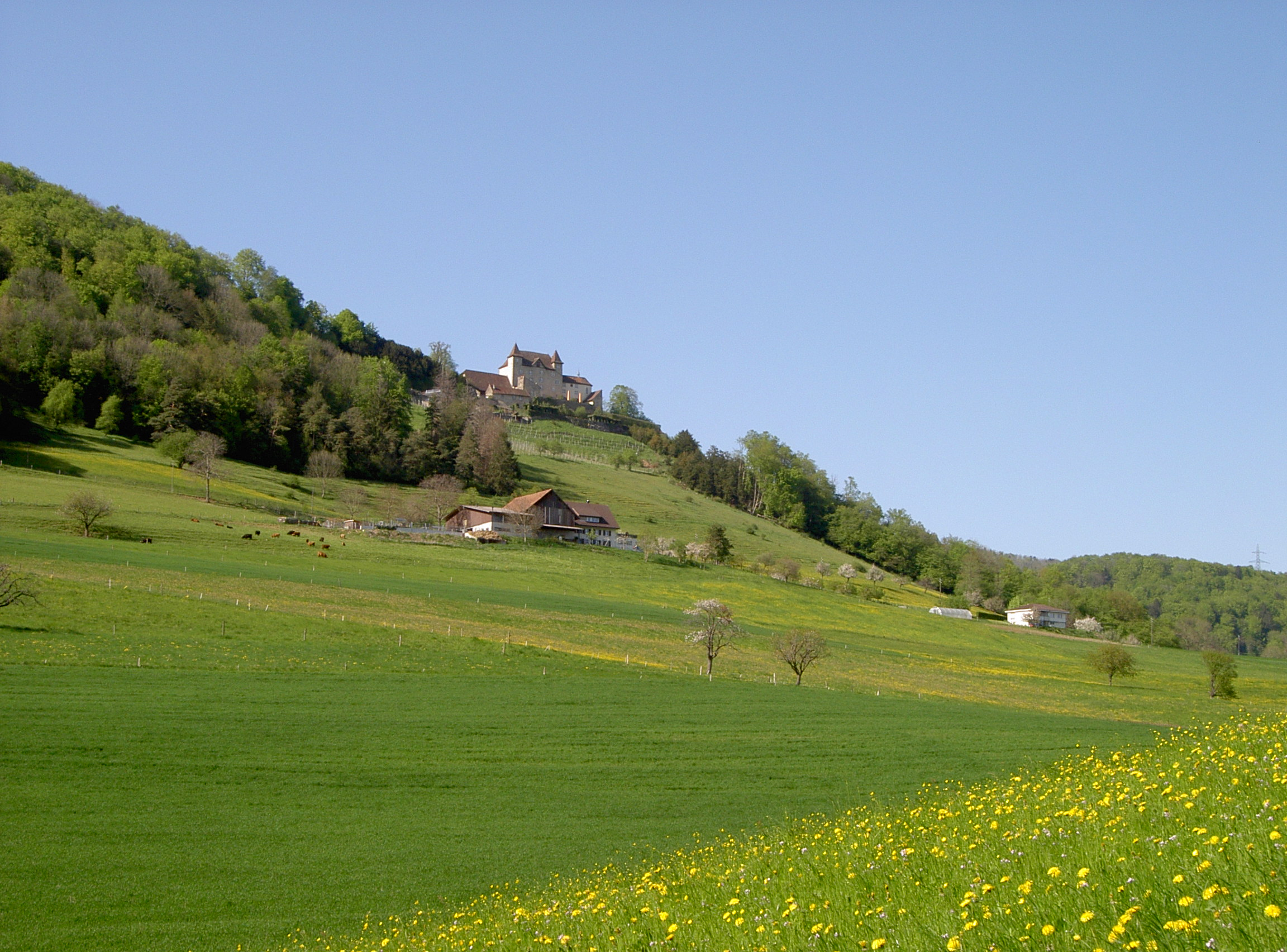
Schloss Wartenfels

- Weithin sichtbar steht oberhalb des Dorfes auf dem nach Osten abfallenden Sporn des Dottenbergs das Schloss Wartenfels, das im Kern aus einer kleinen Burg aus dem 13. Jahrhundert besteht. Seine heutige Gestalt erhielt das Schloss im 17. und 19. Jahrhundert, als es zu einem Herrschaftshaus im Solothurner Landhausstil umgebaut wurde. Es besitzt auch eine Schlosskapelle mit einer Ausstattung aus der Zeit um 1750 und einen französischen Garten.
- Die römisch-katholische Kirche Sankt Martin befindet sich auf einem Hügel westlich des Dorfes. Sie existierte bereits im Mittelalter, erhielt aber ihr heutiges Aussehen im Rahmen einer grundlegenden Umgestaltung im ausgehenden 18. Jahrhundert. Eine weitere Umgestaltung und Vergrösserung wurde 1936 vorgenommen.
- Die evangelisch-reformierte Kirche wurde 1966 bis 1967 erbaut.
- Neben diesen beiden Kirchen sind auch die Kapelle der Heiligen Philippus und Jakobus (1577 erbaut) beim Bad Lostorf und die 1950 eingeweihte Antoniuskapelle in Mahren zu erwähnen.

Ausserdem ein ehemaliges Pfarrhaus, eine Kornscheune (beide aus dem 17. Jahrhundert) und verschiedene charakteristische Bauernhäuser aus dem 17. bis 19. Jahrhundert aufzuweisen.
Im Weiler «Mahren» steht ein traditioneller Speicher.

## Persönlichkeiten
- Ramon Bischoff (* 1993), Komponist und Tontechniker, aufgewachsen in Lostorf[7][8]

## Bilder

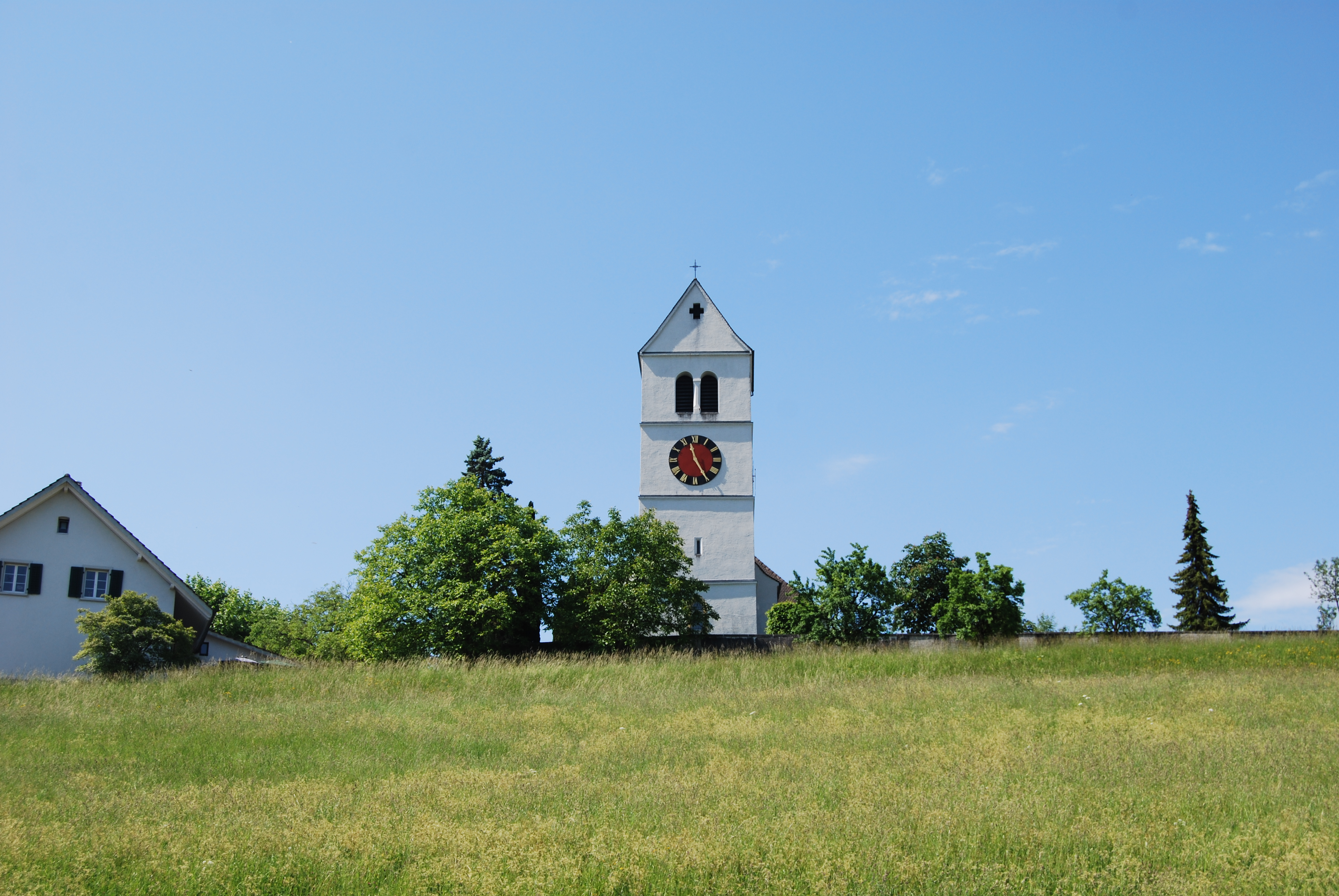
Katholische Kirche
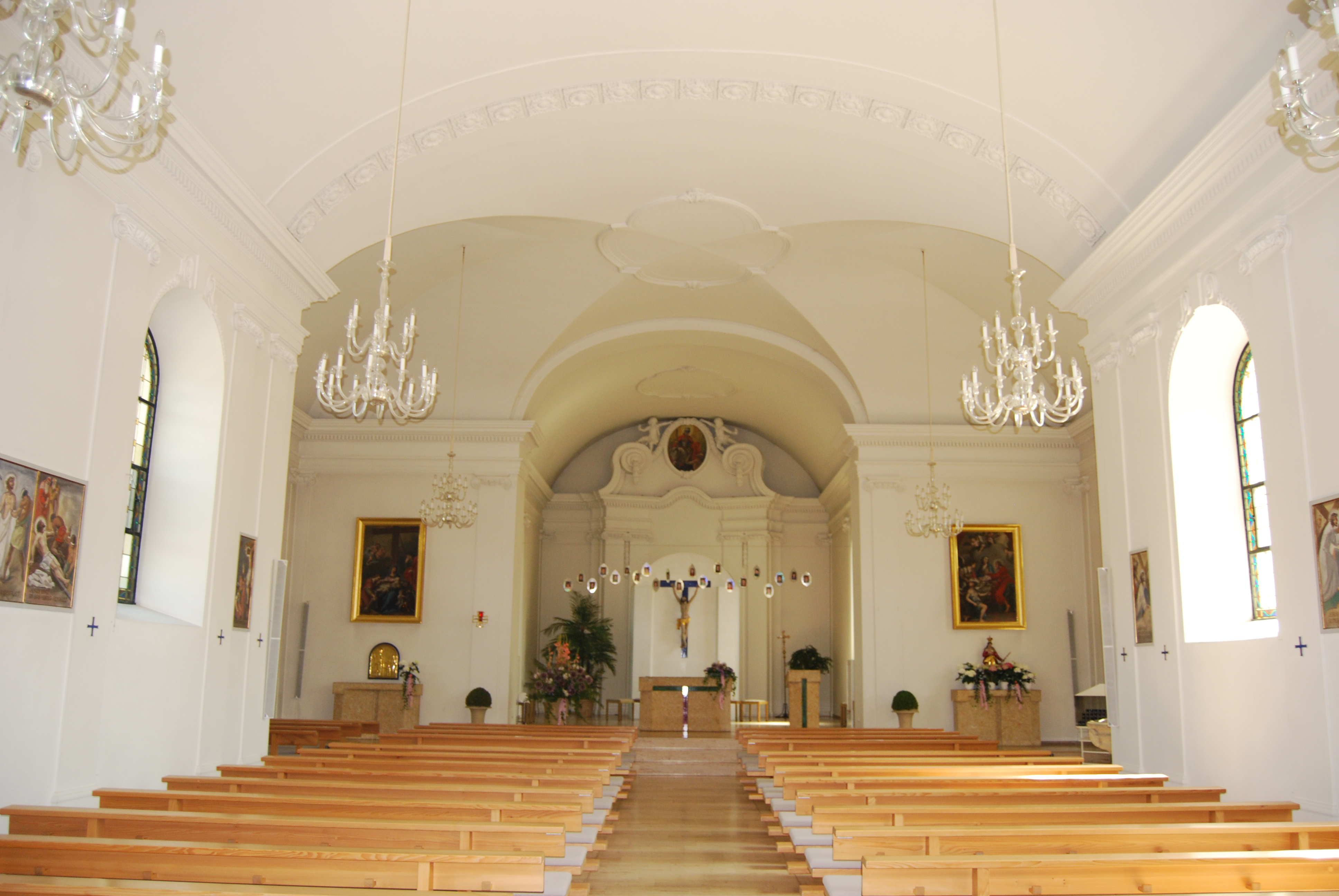
Katholische Kirche, Innenansicht
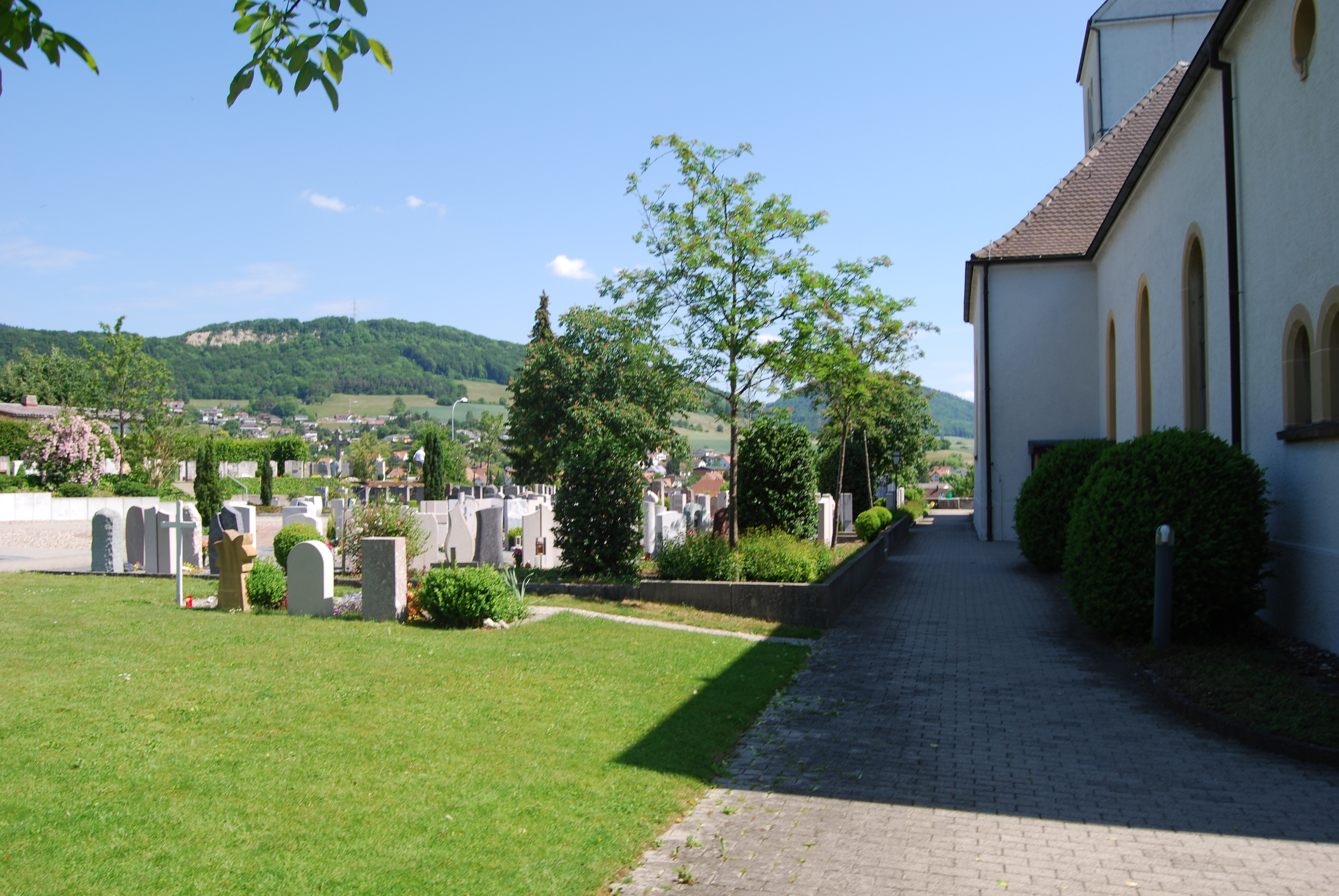
Friedhof
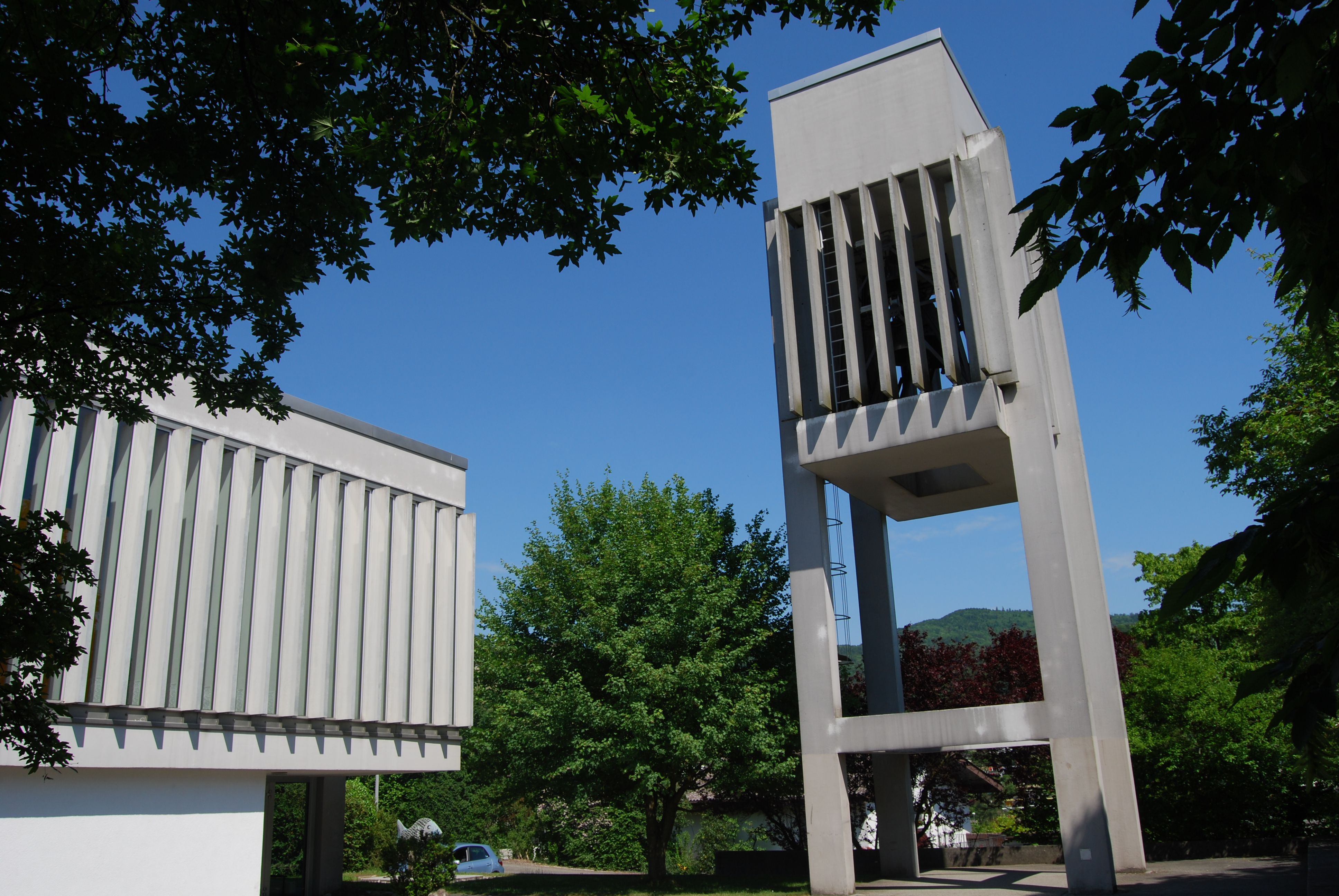
Reformierte Kirche
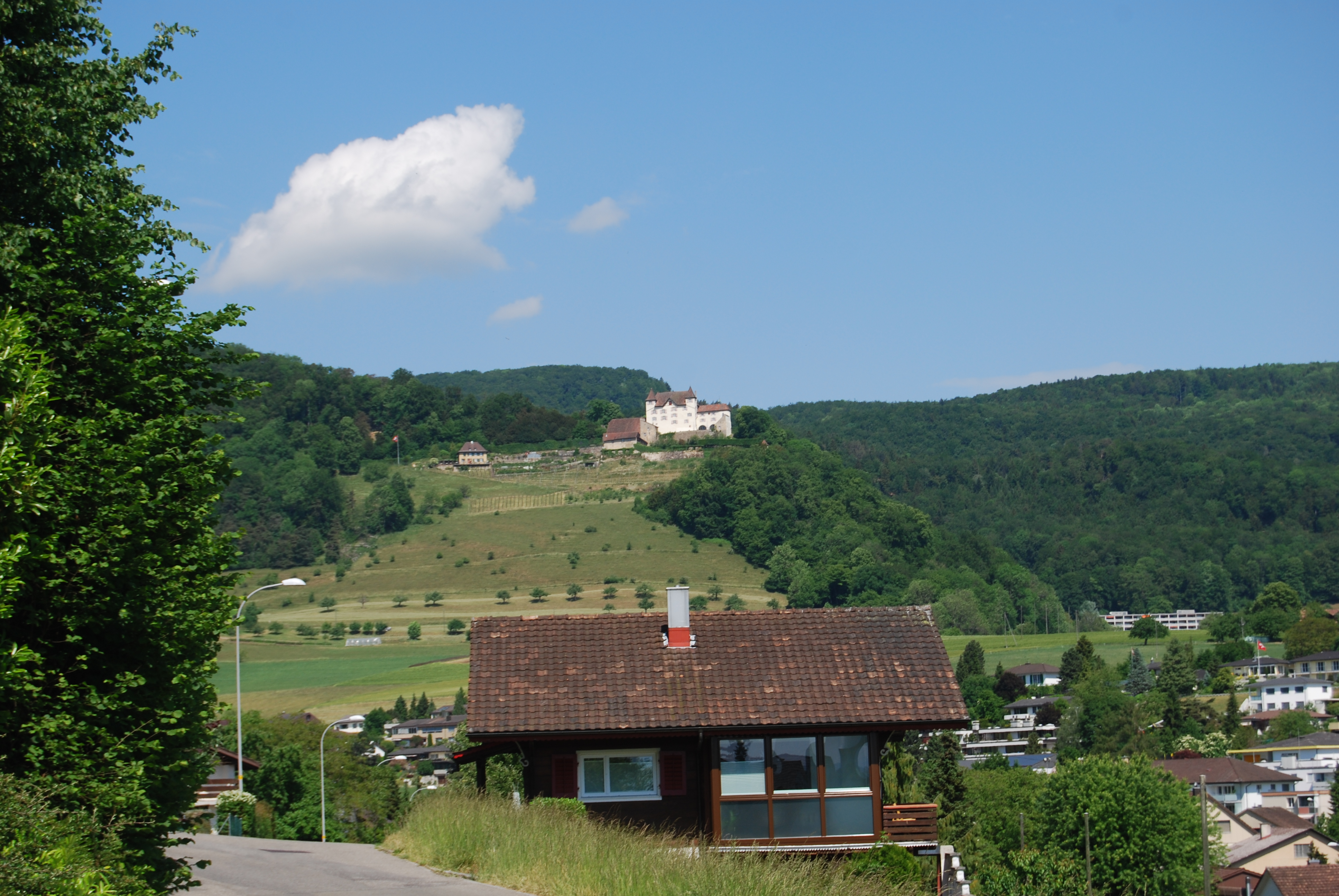
Schloss Wartenfels
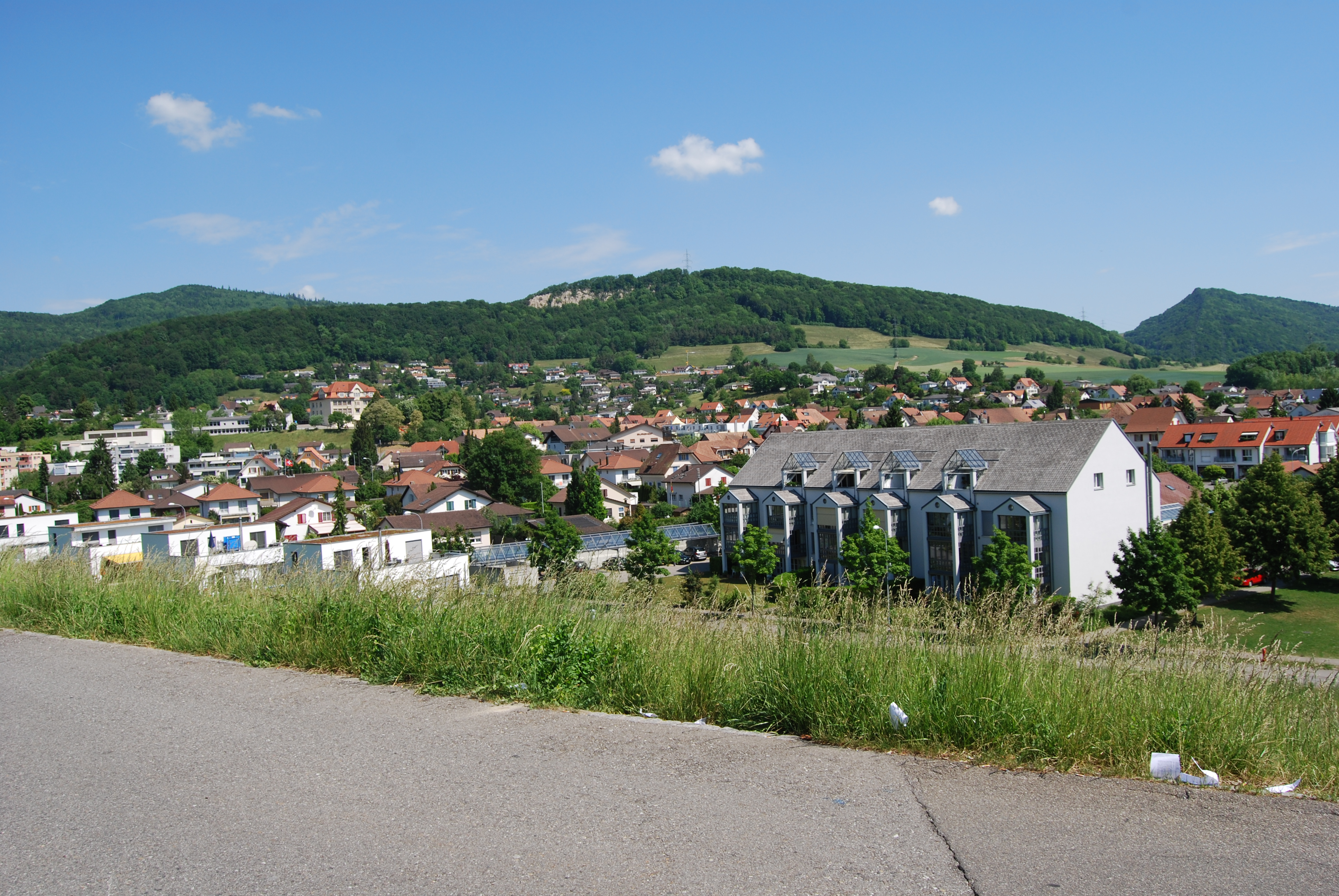
Blick von der katholischen Kirche aus auf das Dorf
Blick von SE auf Bad Lostorf und die Jurakette, Aquatinta, um 1830
Bad Lostorf, zwischen 1820 und 1840